# أدريان ريفيس-جونز
أدريان ريفيس-جونز (بالإنجليزية: Adrian Reeves-Jones)‏ هو لاعب كرة قدم بريطاني في مركز الوسط، ولد في 18 أكتوبر 1966 في ستوك أون ترينت في المملكة المتحدة. لعب مع بورت فايل.